# Riley și restul lumii
Riley și restul lumii (engleză Girl Meets World) este un serial american pentru adolescenți, creat de Michael Jacobs și April Kelly pentru Disney Channel. Serialul este produs de Michael Jacobs Productions și It's a Laugh Productions. Serialul este un spin-off al serialului de televiziune Boy Meets World, care se concentra pe tatăl lui Riley, Cory Matthews și aventurile lui pe vremea când era copil.
Riley și restul lumii se concentrează, în schimb, pe fiica lui Cory și Topanga – Riley, care, împreună cu prietenii și familia sa, încearcă să se descurce cu toate problemele și peripețiile vieții. Cory este profesorul de istorie al lui Riley și al prietenilor săi, iar Topanga, mama sa, este un judecător. Riley merge la școala unde are mulți prieteni cum ar fi: Maya, Farkle și Lucas.

Primul episod a avut premiera în Statele Unite ale Americii pe data de 27 iunie 2014, iar celelalte episoade au început să fie difuzate regulat începând din 14 august 2015 În România, serialul a avut premiera pe data de 23 octombrie 2014. Pe data de 6 august 2014, serialul a fost reînnoit pentru un al doilea sezon.

## Descriere

### Primul sezon
Personajul principal al serialului este fiica lui Cory și Topanga Matthews, Riley (Rowan Blanchard). Ea și prietena ei cea mai bună, Maya Hart (Sabrina Carpenter), încearcă să se descurce cu viața și să își creeze propria lor lume. Ele au de făcut față la problemele vieții și începerea clasei a șaptea, întâlnind noi prieteni și descoperind noi lucruri. Riley și Maya sunt, de asemenea, prietene cu Lucas (Peyton Meyer) și Farkle (Corey Fogelmanis). Riley are și un frate mai mic de cinci ani, Auggie (August Maturo). Din primul episod, Riley se îndrăgostește de Lucas.

## Distribuția

### Personaje principale
- Riley Matthews - Rowan Blanchard - Veselă și responsabilă, Riley ține foarte mult la familia si prietenii ei. Este personajul principal al seriei.
- Cory Matthews - Ben Savage - Tatal lui Riley si profesor de istorie, Cory are o atitudine calma si este vocea ratiunii in randul prietenilor ficei lui.
- Maya Hart - Sabrina Carpenter - Maya, cea mai buna prietenă a lui Riley, o scoate din zona de confort pentru a o incuraja sa inceapa aventuri noi.
- Lucas Friar - Peyton Meyer - Mutat recent in New York din Texas, Lucas e un baiat simpatic, iar Riley este atrasa instantaneu de el.
- Auggie Matthews - August Maturo - August sau Auggie Matthews este fratele mai mic al lui Riley si este inventiv.
- Topanga Matthews - Danielle Fishel - Topanga este mama lui Riley si tot odata avocat si tine mult la copiii ei.
- Farkle Minkus - Corey Fogelmanis - Farkle este prieten bun cu Riley. El este inteligent, plin de incredere si bun.

### Personaje secundare
- Katy Hart - Cheryl Texiera
- Ava Morgenstern - Ava Kolker
- Evelyn Rand - Jackée Harry
- Dna. Svorski - Cloris Leachman
- Zay Babineaux - Amir Mitchell Townes

### Personaje minore
- Austin Moon - Ross Lynch
- Ally Dawson - Laura Marano
- Aubrey Macavoy - Debby Ryan

### Personaje dinBoy Meets World
Aceasta este o listă a personajelor din Boy Meets World care au făcut apariții speciale în serialul Riley și restul lumii.
- George Feeny - William Daniels
- Stuart Minkus - Lee Norris
- Harley Keiner - Danny McNulty
- Shawn Hunter - Rider Strong
- Alan Matthews - William Russ
- Amy Matthews - Betsy Randle
- Joshua Matthews - Uriah Shelton
- Eric Matthews - Will Friedle
- Angela Moore - Trina McGee
- Chet Hunter - Blake Clark
- Thomas Jonathan Murphy - J. B. Gaylor
- Jonathan Turner - Anthony Tyler Quinn
- Jack Hunter - Matthew Lawrence

## Episoade

### Tabel premiere
| Sezon | Sezon | Episoade | Difuzare Statele Unite ale Americii | Difuzare Statele Unite ale Americii | Difuzare România  | Difuzare România | Difuzare România |
| Sezon | Sezon | Episoade | Premieră sezon                      | Final sezon                         | Premieră sezon    | Final sezon      |                  |
| ----- | ----- | -------- | ----------------------------------- | ----------------------------------- | ----------------- | ---------------- | ---------------- |
|       | 1     | 20       | 27 iunie 2014                       | 27 martie 2015                      | 23 octombrie 2014 | 23 mai 2015      |                  |
|       | 2     | 30       | 11 mai 2015                         | 11 martie 2016                      | 26 martie 2016    |                  |                  |

## Premii și nominalizări
| An   | Premiu             | Categorie             | Recipient             | Rezultat     |
| ---- | ------------------ | --------------------- | --------------------- | ------------ |
| 2014 | Teen Choice Awards | Choice Summer TV Show | Riley și restul lumii | Nominalizare |